# Berkovci (gmina Moravske Toplice)
Berkovci – wieś w Słowenii, gmina Moravske Toplice. 1 stycznia 2017 miejscowość liczyła 44 mieszkańców.